# Aleksander II. Ruski
Aleksander II. Ruski oziroma Aleksander Nikolajevič (rusko Алекса́ндр Никола́евич), ruski car, poljski kralj, * 29. april (17. april, ruski koledar) 1818, Moskva, † 13. marec (1. marec) 1881, Sankt Peterburg.
Aleksander II. je bil ruski car od leta 1855 in poljski kralj v obdobju 1855–1864. Odpravil je tlačanstvo v Rusiji in izpeljal vrsto reform v pravosodju, državni in lokalni upravi, vojski in šolstvu. Zavračal pa je zahteve po ustavni monarhiji, kar je proti njemu obrnilo izobražence in svobodomiselno elito. Javnost mu je očitala slabo zastopanje Rusije na mirovnih pogajanjih v Parizu (1856, po krimski vojni) in v Berlinu (1879, po rusko-turški vojni). Nasprotniki, predvsem iz nihilistično usmerjenih vrst študentov, so izvedli nanj 12 neuspelih atentatov; trinajsti atentat je uspel. Aleksander II. velja za največjega ruskega reformatorja po Petru Velikem.

## Mladost
Aleksander II. je bil najstarejši sin velikega kneza Nikolaja Pavloviča in njegove žene Aleksandre Fjodorovne (po rojstvu Šarlote Pruske). Vpliv gospodovalnega očeta je mati želela uravnotežiti tako, da je sinovo vzgojo poverila liberalnim, humanističnim vzgojiteljem, med katerimi je bil tudi pesnik Vasilij Andrejevič Žukovski. Tako je zrasel v elegantnega, izobraženega, dobrosrčnega mladeniča, dobrega govornika, ki pa ni imel dovolj trdne volje za uresničevanje svojih idej in je bil pogosto neodločen. Pri vladanju je prevzel očetovo avtoritarnost in se naslanjal na plemstvo, bil pa je tudi občutljiv za krivice in zlorabe, ki so se dogajale kmetom.

## Prevzem vladanja
Vladanje je prevzel šestintridesetleten, med krimsko vojno, v kateri je Rusiji slabo kazalo. Marca 1855 so mu zavezniki (Anglija, Francija, Turčija, Avstrija, Prusija, slednji uradno nista bili v vojni) na Dunaju ponudili mir. Sevastopol se je tedaj še junaško branil in ruski pogajalci so ponudbo odklonili, nakar so zavezniki še bolj sklenili svoje vrste. Pridružila se jim je še kraljevina Sardinija in septembra 1855 je Sevastopol padel. Z mirom v Parizu (april 1856) je Rusija izgubila vse, za kar so si prizadevali ruski carji od Petra Velikega naprej: Rusi so smeli v Črnem morju obdržati le simbolno prisotnost svoje vojne mornarice, zapustiti so morali vse utrdbe ob njem (ki jih je mukoma gradil Potemkin), odreči so se morali delu Besarabije in protektoratu nad Moldavijo in Vlaško. V ruski javnosti je prevladalo mnenje, da se je Aleksander slabo pogajal in preveč popustil.
Vojna je razkrila veliko rusko zaostalost v primerjavi z razvitejšima Anglijo in Francijo. Med izobraženo rusko elito je prevladalo splošno mnenje, da država potrebuje velike spremembe in Aleksandru ni preostalo drugega, kot da se je lotil reform.
Za začetek je nekoliko razrahljal spone, ki so dušile rusko družbo: osvobodil je politične zapornike in sibirske pregnance, omilil položaj judov in pravoslavnih sekt, omejil barbarsko srednjeveško kaznovanje, odpravil prepovedi potovanj v tujino, omilil strogost ruske oblasti na Poljskem. Objavil je manifest, v katerem je obljubil reforme in pozval prebivalstvo k sodelovanju.
Pritisk cenzure je popustil in razvila se je javna razprava o potrebnih reformah. Ta je hitro pokazala, da je tlačanstvo tisto, ki najbolj ovira razvoj ruske družbe.

## Odprava tlačanstva
Odpravi tlačanstva je seveda nasprotovalo plemstvo, zato se je Aleksander naloge lotil previdno in postopoma. Plemičem je razložil, da je bolje, da tlačanstvo odpravijo sami, kot da čakajo na revolucijo kmetov. Osvoboditvi kmetov so bili bolj naklonjeni na severu Rusije, kjer se je začenjala razvijati industrija, ki je potrebovala delovno silo. Sever je bil pripravljen dati kmetom tudi zemljo, a le z odkupom. Ustanovljenih je bilo 47 odborov z nad 1300 člani, zemljiškimi gospodi, ki so se ukvarjali s problematiko. Carja so podpirali tisk, meščanska inteligenca in dober del plemstva. Kmetov v razprave niso pritegnili.
Leta 1858 je proces osvobajanja kmetov postopoma stekel. Aleksander in nekateri člani carske družine so osvobodili svoje kmete, pridružila sta se jim dva glavna snovalca reform, general Jakov Ivanovič Rostovcev in Nikolaj Aleksejevič Miljutin. S tem pot nazaj ni bila več možna.
V obdobju 1858–1860 je razvnela živahna javna razprava o tem, ali in koliko zemlje lahko dobijo kmetje skupaj z osebno svobodo. Debato je zaključil cesar marca 1861 z izdajo Uredbe o osvoboditvi kmetov od tlačanske odvisnosti. Kmetje so bili odtlej svobodni, zemljo in hišo so lahko odkupili, vlada jim je obljubila posojilo. Lahko so se tudi ukvarjali s trgovino. Dokler pa niso odplačali zemlje, so morali izpolnjevati obveze do gospodarjev.
S takšno reformo niso bili zadovoljni niti plemiči niti kmetje pa tudi car ne. Za plemiče je bila reforma preveč radikalna, za kmete premalo temeljita, carju pa tudi ni bilo všeč, da je moral tlačane osvoboditi s kompromisom, ki je zavaroval interese lastnikov zemlje. Zakon se je zdel nekaterim kmetom, ki so pričakovali brezplačno dodelitev zemlje, tako slab, da so začele krožiti govorice, češ da zakon sploh ni tisti, ki ga je izdal car, ampak nek drug, ki so ga podtaknili plemiči. Prihajalo je tudi do kmečkih uporov, na katerih so uporniki nosili rdeče zastave z napisi »vsa zemlja je naša«.

## Druge reforme
Odprava tlačanstva, ki je imela tudi zelo velik psihološki učinek, je potegnila za sabo vrsto reform.
Leta 1864 je car izpeljal reformo sodstva. Rusija je prvič dobila sodne zakone, ki so bili primerljivi z evropskimi in ki so v mnogočem posnemal francoske. Vpeljana je bila porota, sojenja so postala javna, telesne kazni niso bile povsem odpravljene, bile pa so močno omejene.
Množico svobodnih kmetov je bilo potrebno organizirati. Ustanovljene so bile občine (rusko mir) z upravami in sodišči za urejanje njihovih medsebojnih sporov. Leta 1864 je bil vpeljan celovit sistem lokalne samouprave po pokrajinah in leta 1870 po mestih. Ustanovljene so bile nekakšne lokalne predstavniške skupščine, ki so se v gubernijah imenovale zemstva in v mestih dume. Predstavnike so izbirali na osnovi njihove gospodarske moči, torej med najbogatejšimi.
Maršal Dimitrij Aleksejevič Milutin je bil odgovoren za reformo vojske, ki je v šestdesetih in sedemdesetih letih močno spremenila svojo podobo. Leta 1874 je bila vpeljana splošna vojaška obveznost. Vpoklicani so bili enaindvajsetletni mladeniči, vojaška služba je trajala 6 (namesto prejšnjih 25) let. Izboljšane so bile vojaške šole; oficirji so še vedno večinoma prihajali iz plemiških družin, čeprav je uredba iz 1874 omogočala vojaško šolanje vsem slojem prebivalstva.
Reforma izobraževanja je bila ena najvažnejših. Ustanovljena je bila množica nedeljskih šol, namenjenih opismenjevanju (Rusija je bila najbolj nepismena dežela Evrope). V času Aleksandrovega vladanja se je število šol povečalo od 8.000 na 23.000. Morda je bil največji skok narejen pri visokem izobraževanju; leta 1863 so univerze dobile avtonomijo, število študentov se je med Aleksandrovim vladanjem potrojilo, univerze so postale dostopne tudi dekletom.
Reforme so odprle pot novim družbenim skupinam, krepitvi meščanstva, inteligence, svobodnega kmetstva. Rusija se je spremenila do temeljev. Razvijati se je začela industrija. Dolžina železnic se je med Aleksandrovim vladanjem povečala od slabih 1000 na 22.000 km, kar je omogočilo izvoz žita, razvoj kmetijstva in industrije. Rusija se je odlepila od svoje stoletne kmečke preteklosti in to ne le v nekaterih pokrajinah, ampak po vsej državi.
Odprle pa so se tudi možnosti za izražanje nezadovoljstva, nakopičenega v več stoletjih.

## Vstaja na Poljskem
Na dunajskem kongresu (1815) je bila Napoleonova Vojvodina Varšava dodeljena Rusiji (t. i. Kongresna Poljska); ruski car je postal tudi poljski kralj, operativno pa je Poljski vladal kraljevi namestnik.
Tlačanstvo je na Poljskem odpravil že Napoleon. Problem poljskih kmetov je bil v tem, da niso imeli zemlje.

Zanje se je zavzemalo Poljedelsko društvo pod vodstvom Andrije Zamojskega, ki je zahtevalo zemljo za kmete brez plačila. Poljsko plemstvo in meščanstvo pa je postavljalo v ospredje zahteve po državni samostojnosti.
Ker ruska oblast zahtevam ni prisluhnila, so se ob tridesetletnici vstaje iz leta 1830 začeli nemiri.

Nemiri so se ponavljali ob različnih katoliških praznikih. Poljaki so stopnjevali svoje politične zahteve in s tem pripravili Ruse do tega, da so prepovedali Poljedelsko društvo in oktobra 1861 vpeljali vojaško upravo. To je vzpodbudilo najbolj radikalno poljsko tajno organizacijo Komite Rdečih, da je junija 1862 ustanovila Centralni narodni komite in začela priprave na vstajo. Prišlo je do poskusov atentatov na velikega kneza Konstantina (kraljevega namestnika, carjevega brata) in nekatere visoke funkcionarje.
22. januarja 1863 se je Centralni narodni komite proglasil za začasno vlado Poljske. Izdal je manifest s političnimi in nacionalnimi cilji in s pozivom na vstajo. Večina Poljakov se vstaji ni pridružila, z oblastjo so se spopadale le posamične enote upornikov. Tudi cilji upornikov niso bili enotni. Vstaja se je razširila na Litvo, Belorusijo in Ukrajino, to je na ozemlja, ki so Poljski pripadala pred delitvijo Poljske.
Evropo je presenetilo grobo obračunavanje ruske vojske z uporniki. Francija, Anglija in Avstrija so skušale posredovati v korist Poljakov. Toda Aleksander je zavrnil vsako pogajanje in se v boju proti upornikom povezal s Prusijo (ki ji je bil tudi sicer naklonjen

). Z ukazom iz marca 1864 je delno popustil zahtevam poljskih kmetov in jim priznal lastništvo nad zemljo, plemičem pa odškodnino zanjo. S tem je bila večina upornikov zadovoljna, vstaja je začela pojenjati in oktobra 1864 so bili uničeni zadnji ostanki upornikov.
Potem pa se je Aleksander odločil, da Poljakom vzame še tisto malo samouprave, ki so jo imeli, in poljsko ozemlje vključi v okvir ruske države. Leta 1866 jo je razdelil Poljsko na 10 gubernij; poljščina je bila izločena iz uradov, tudi po šolah so poučevali samo rusko. To je bil triumf rusofilov.
Na Finskem, kjer so bile lokalne oblasti spretnejše, je Aleksander postopal drugače. Leta 1863 je sklical finsko skupščino (drugič odkar je bila pod Rusijo). Finci so čutili rusko oblast le formalno. Finščina je bila celo povzdignjena v narodni jezik in izenačena s švedščino.

## Začetki revolucionarnih gibanj. Prvi poskusi atentata na carja Aleksandra
Čeprav se je Aleksander v prvem delu svojega vladanja prizadeval, da bi Rusijo z reformami dvignil iz zaostalosti, med Rusi nikdar ni bil priljubljen. Rusi niso bili zadovoljni z iztekom mirovnih pogajanj po krimski vojni in niso bili zadovoljni z reformami. Plemstvo je zahtevalo za svoje popuščanje pri odpravi tlačanstva povrnitev nekdanje bojarske dume, na kar pa car ni hotel pristati. Še zlasti niso marali carja študentje, med katerimi so bili pretežno plemiški sinovi.
Univerze so se v drugi polovici 1850-tih znatno liberalizirale in so postale center družbene miselnosti. Med študenti so socialistične in revolucionarne ideje širili zlasti nekdanji bogoslovci, ki so se začeli navduševati za nihilizem. Da bi zaustavil to vrenje je Aleksander leta 1861 za prosvetnega ministra postavil reakcionarnega generala Evfimija Vasiljeviča Putjatina. Njegovi omejevalni ukrepi so študente še bolj razburili, prišlo je do zahtev za ohranitev akademskih pravic, ki pa so hitro prerasle v politične nemire, spopade študentov s policijo, zapiranja in obsodbe. Ko so oblasti leta 1862 obsodile na težko prisilno delo ustanovitelja tajnega društva Mlada Rusija, Nikolaja Černiševskega, se je nihilizem iz svetovnega nazora prelevil v revolucionarno gibanje. Car je univerze zaprl. Julija 1863 je bila petrograjska univerza spet odprta in leta 1864 so se nemiri nadaljevali. 4 aprila 1866 je študent Dimitrij Vladimirovič Karakozov, po nalogu ožje teroristične skupine, imenovane Had (v grški mitologiji Pekel), na Letnem vrtu v Petrogradu streljal na carja, a ga ni zadel. Poskus atentata je preobrnil Aleksandrovo politiko iz reformatorske v konservativno. Naslednjih 6 let je bil carjev najpomembnejši minister šef tajne policije Pjotr Andrejevič Šuvalov. Hercen je atentat obsodil. Leta 1867 je v Parizu streljal na Aleksandra poljski revolucionar Berezovski.

## Vojna s Turčijo
Carjeva odvrnitev od reformnih prizadevanj je sovpadla s preobratom v Aleksandrovem osebnem življenju. Starajoči se car se je zaljubil v mlado princeso Katarino Dolgorukajo.
Razmerje, ki ga ni bilo mogoče skriti, je vezalo nase cesarjevo energijo in zmanjšalo njegov ugled tako v družini kot v petrograjski družbi. Njegov občutek krivde ga je naredil ranljivega za pritiske panslavističnih nacionalistov

, ki so pridobili bolehno in pobožnjaško carico za svojega advokata, ko se je leta 1876 Srbija zapletla v vojno s Turki. Kot človek miru, je Aleksander nerad postal zaščitnik zatiranih Slovanov in 1877 končno napovedal Turkom vojno. Po začetnem neuspehu je ruska vojska končala vojno z zmago in mirom v San Stefanu (marec 1878)., Turčijo je v evropskem delu povsem razdrobila, ji odvzela Besarabijo in Bolgariji zagotovila veliko ozemeljsko razširitev. Toda evropske velesile sanstefanskega miru niso priznale. Na berlinskem kongresu (junij-julij 1878) so ozemlje na novo razmejile. Bolgariji so določile veliko ožje meje. Turčija je dokončno priznala Srbijo, Črno goro in Romunijo. Kongres je Avstriji dal pravico zasedbe Bosne in Hecegovine, ki je tja takoj poslala svojo vojsko in z zavzetjem sandžaka Novi Pazar zabila ozemeljski klin med Srbijo in Črno goro. Ruska javnost je doživljala berlinski kongres in okupacijo Bosne in Hecegovine kot veliko ponižanje, češ, kar so osvojili ruski generali, je Aleksander za pogajalsko mizo izgubil.

## Stopnjevanje boja med nihilisti in oblastjo. Uboj Aleksandra II.
Vojna s Turčijo je še zaostrila slabe gospodarske razmere v Rusiji, diplomatski neuspeh v Berlinu pa je še povečal nenaklonjenost do carja. V Kazanu, Petrogradu, Moskvi, Harkovu in drugih mestih je prišlo do demonstracij. Država je vodila množične sodne procese proti študentom. Leta 1878 je ponovno izbruhnil revolucionarni terorizem, ki se je kmalu usmeril na carja osebno.
Leta 1879 je bila v Petrogradu ustanovljena tajna organizacija Svet in volja, katere radikalno krilo Ljudska volja je sprejelo teror za svoje osnovno borbeno sredstvo. Za glavnega sovražnika ljudstva je razglasilo oblast in si zadalo nalogo, da vzame oblast v svoje roke, da bi jo potem predalo ljudstvu; ker je oblast centralizirana, je to možno doseči le z najstrožjo centralizacijo revolucionarnih sil. Izvršni odbor Ljudske volje ni skrival namere, da je njegov glavni cilj ubiti carja. Med odborom in oblastjo je prišlo do prave vojne.
Leta 1879 je nameraval Aleksander dokončno obračunati s teroristi. Za gubernatorje mest je postavil poznane generale in jim dal neomejeno oblast. Po upravni poti so tako tisoče sumljivih ljudi poslali v Sibirijo, prihajalo je do smrtnih obsodb in javnih usmrtitev. V odgovor so teroristi na moskovski postaji vrgli v zrak cesarski vlak (december 1879), toda carja ni bilo v njem, že prej se je vrnil domov. Teroristi so nato carja obsodili na smrt in sodbo javno objavili, skupaj z obljubo, da bodo borbo prekinili v primeru, če car izpolni vrsto njihovih zahtev, ki so bile vsebinsko enakovredne zahtevi po državljanski ustavi.
17. februarja 1880 sta zleteli v zrak cesarska jedilnica v Zimskem dvorcu in jedilnica garde pod njo; cesarske družina je zamujala na kosilo in se s tem izognila atentatu, umrlo pa je 60 gardistov, 40 je bilo ranjenih. Guverner Petrograda Loris-Melikov je dobil neomejeno poveljstvo nad vojsko in nad guvernerji drugih mest. 3. marca so teroristi poskušali izvesti atentat na Loris-Melikova, vendar niso uspeli.
Tedaj je car sprevidel, da z večanjem represije samo obrača javnost proti sebi. Vsi sorodniki in prijatelji (po krivem) obsojenih in pregnanih v Sibirijo so postali njegovi sovražniki. Nihilisti so uživali simpatije tudi med samimi vrhovi ruske aristokracije. Aleksander je zato spremenil taktiko. Tisoči so se vrnili iz Sibirije, car jih je pomilostil. Dovolil je objavo že eno leto pripravljene t. i. Loris-Melikove ustave, ki bi delu inteligence in aristokracije omogočila nekaj soudeležbe v državni oblasti. Ustava je bila že v tiskarni, ko so Aleksandra, po dvanajstih neuspelih atentatih, v trinajstem vendarle ubili.
1. marca 1881 (ruski koledar) je prvi atentator vrgel bombo na carjevo kočijo, ki se je vračala v Zimski dvorec. Kočija je bila uničena, umrlo je veliko kozakov iz spremstva, car pa je ostal nepoškodovan. Ni takoj nadaljeval poti, zadržal se je ob ranjencih, tedaj pa ga je bomba drugega atentatorja smrtno ranila.
Aleksandra II. je nasledil njegov sin Aleksander III., ki pa je, žal, zaustavil prav vse očetove reforme, in s tem Rusijo dokončno usmeril na pot revolucije.

## Osvajanja v Aziji
Medtem ko je Rusija imela v Evropi veliko problemov, pa je v Aziji uspešno širila svoja ozemlja.
Vstaja Čerkezov med krimsko vojno je kmalu pojenjala. Leta 1858 so Rusi zavzeli Vedenjo, utrjeno čerkezko prestolnico. Moteče Čerkeze so Rusi izgnali in jih nadomestili z ruskimi kolonisti, ki so zasedli trdnjave ob vojaških poteh. Do leta 1864 so si podredili ves Kavkaz. Nato so svoje čete poslali v Srednjo Azijo, kjer so si podredili uzbeške kanate Kokand, Buhara in Hiva in potem še nomadske Turkmene ter hribovske Tadžike in Kirgize.
Na Daljnem vzhodu so se Rusi v letih 1858 in 1860 pogodili s Kitajci za južno mejo proti Kitajski na reki Amur, na tihomorski obali pa je razmejitvena črta tekla južno do Vladivostoka, ustanovljenega leta 1860. Sahalin so dobili od Japonske v zameno za Kurilske otoke. Leta 1867 so prodali Aljasko Združenim državam Amerike.

## Družina
Aleksander II. se je leta 1841 poročil s princeso Marie von Hessen-Darmstadt (1824–1880), ki je dobila pravoslavno ime Marija Aleksandrovna. Imela sta 8 otrok:
- Aleksandra (1842–1849), velika kneginja Rusije
- Nikolaj (1843–1865), carjevič
- Aleksander (1845–1894), ruski car ∞ danska princesa Dagmar
- Vladimir (1847–1909), veliki knez Rusije ∞ Marie von Mecklenburg-Schwerin
- Aleksej (1850–1908), veliki knez Rusije
- Marija (1853–1920), velika kneginja Rusije ∞ vojvoda Alfred von Sachsen-Coburg und Gotha
- Sergej (1857–1905), veliki knez Rusije ∞ Elisabeth von Hessen-Darmstadt
- Pavel (1860–1919), veliki knez Rusije ∞ grška princesa Aleksandra.

Nekaj tednov po smrti carice je Aleksander sklenil morganatsko zakonsko zvezo z Katarino Dolgorukajo, s katero je imel že dolgo časa razmerje in 5 otrok, od katerih sta dva umrla kot dojenčka, ostali trije pa so:
- Jurij (1872–1913), knez Jurjevski
- Olga (1873–1925) ∞ Georg Nikolaus von Merenberg
- Katarina (1878–1959), grofica Obolenski

Aleksander je Katarino Dogorukajo pripeljal na dvor tako, da jo je napravil za caričino dvorno damo in jo s poroko povzdignil v kneginjo Jurjevsko. Carska družina je ni sprejela in po pogrebu Aleksandra II. je morala z otroki zapustiti Rusijo.